# Letnica (Danzica)
Letnica (in tedesco: Lauenthal) è una frazione di Danzica, situata nella parte settentrionale della città.